# مایک کرایگر
مایک کرایگر (انگلیسی: Mike Krieger؛ زادهٔ ۴ مارس ۱۹۸۶) مهندس نرم‌افزار اهل برزیل است. او در سال ۲۰۱۰ به همراه کوین سیستروم، اینستاگرام را بنیان نهاد.